# Formació de Chitarwata
La Formació de Chitarwata és una formació geològica que es troba al Pakistan occidental originada durant el període de l'Oligocè i del principi del Miocè. Està dominada per paleoambients costaners (estuaris i planes). Les dades paleomagnètiques indiquen que aquesta formació té una edat d'entre 22 a 17 milions d'anys. Junt amb la formació de Vihowa, la formació de Chitarwata o de la conca de l'Himalaia durant el xoc de les plaques tectòniques de l'Índia i d'Àsia i l'aixecament tectònic de l'Himalaia.